# Jaka Blažič
Jaka Blažič, né le 30 juin 1990, à Jesenice, en République socialiste de Slovénie, est un joueur slovène de basket-ball. Il évolue au poste d'arrière.

## Carrière
En août 2018, Blažić signe un contrat d'un an avec le FC Barcelone.

## Palmarès

### Équipe de Slovénie
- Champion d'Europe en 2017

### Club
- Vainqueur de la coupe de Slovénie en 2012, 2013 et 2022
- Vainqueur de la Coupe du Roi : 2019